# کنفدراسیون کهن سوئیس
کنفدراسیون کهن سوئیس (آلمانی نوین: Alte Eidgenossenschaft) یک کنفدراسیون آزاد متشکل از دولت‌های کوچک مستقل در امپراتوری مقدس روم و نیای کشور سوئیس امروزی بود.
این کنفدراسیون در سده ۱۴ میلادی از هسته ای در مرکز سوئیس کنونی شکل گرفت و در میانه‌های همان سده گسترش یافت و شامل شهرهای Zürich و برن شد.
در دوران مدرن نخستین و پس از جنگ سواب ۱۴۹۹، این اتحادیه در عمل یک کشور مستقل بود، اگرچه تا سال ۱۶۴۸ که پیمان وستفالی به جنگ سی‌ساله پایان داد، هنوز به‌طور رسمی بخشی از امپراتوری مقدس روم به‌شمار می‌رفت. اصلاحات سوئیس اعضای کنفدراسیون را به اصلاح‌طلب و کاتولیک تقسیم کرد که در نتیجه آن سوئیس از قرن ۱۶ تا ۱۸ شاهد درگیری داخلی بود. کنفدراسیون سوئیس در سال ۱۷۹۸ به حمله ارتش انقلابی فرانسه سقوط کرد و پس از آن به جمهوری هلوتی تبدیل شد.

## فهرست کانتون‌ها
این کنفدراسیون در چند مرحله گسترده شد: در ابتدا با هشت کانتون شکل گرفت، سپس این تعداد در سال ۱۴۸۱ به ده، در ۱۵۰۱ به دوازده، و در نهایت به سیزده کانتون رسید.
- کانتون‌های بنیان‌گذار:
  -  اوری
  -  اشووتس
  -  اونتروالدن
- قرن ۱۴:
  -  لوتسرن
  -  زوریخ
  -  گلاروس
  -  زوگ
  -  برن
- قرن ۱۵:
  -  فریبورگ
  -  سلوتورن
- قرن ۱۶:
  -  بازل
  -  شاف‌هاوزن
  -  اپنزل